# Циклон в Андхра-Прадеш (1977)
Циклон в Андхра-Прадеш — стихийное бедствие обрушившееся на индийский штат Андхра-Прадеш, расположенный вдоль юго-восточного побережья страны, в середине ноября 1977 года, которое унесло жизни более 10 тысяч человек и нанесло огромный материальный ущерб.
Циклон начался со слабого возмущения, которое впервые было отмечено на спутниковых снимках утром 14 ноября, когда оно располагалось в Бенгальском заливе примерно в 520 километрах к юго-западу от Никобарских островов. Двигаясь на запад со скоростью 25 км/ч вдоль южной периферии срединно-тропосферного субтропического хребта, возмущение постепенно организовывалось, что было отмечено на спутниковых снимках. Это побудило Метеорологический департамент Индии (IMD) сообщить, что возмущение тем же утром переросло в глубокую депрессию, и Объединённый американский военно-морской центр по предупреждению о тайфунах (JTWC) выпустил предупреждение о формировании тропического циклона (в 13:10 по всемирному координированному времени в тот же день).
15 ноября в 08:00 по всемирному координированному времени JTWC выпустил свою первую рекомендацию по системе, поскольку спутниковые данные показали, что шторм продолжал усиливаться, устойчивая скорость ветра составляла уже 75 км/ч.
19 ноября, около 11:00 по всемирному координированному времени, шторм обрушился на берег недалеко от Чиралы, в округе Пракасам в центральной части штата Андхра-Прадеш с устойчивым одноминутным ветром скоростью 195 км/ч. Вечером 20 ноября циклон ослабел, а на следующий вечер рассеялся над юго-восточными штатами Мадхья-Прадеш и Одиша.
Больше всего пострадали районы в дельте реки Кришна. На острове Дивисима, пострадавшем от штормового нагона высотой более семи метров, число человеческих жертв исчислялось тысячами. Сотни тел плавали в воде, многие тела, раздутые до неузнаваемости, были преданы массовым кострам. Оползни сорвали железнодорожные пути на маршруте Уолтер-Кирандал. Около 100 человек, покинувших свои дома в поисках убежища, укрылись в церкви города Бапатла и погибли в результате её обрушения. Поля рисовых и товарных культур были затоплены приливными волнами. Также во время шторма пропало 13 парусных судов, в том числе иностранных. Около сотни деревень были разрушены циклоническими штормами или смыты последовавшими за ними наводнениями, в общей сложности, как минимум, 10 841 человек погиб или пропал без вести, а десятки тысяч остались без крова. По заявлению представителей партии Джаната, в результате урагана погибло не менее 50 тысяч человек, что в несколько раз больше, чем официальные данные представленные правительством Индии. После катастрофы Джаната прямо обвинила чиновников в намеренном сокрытии масштабов ущерба и количества человеческих жертв, чтобы скрыть преступную халатность, которая привела к трагедии. После этих обвинений пять высокопоставленных индийских государственных чиновников были вынуждены подать в отставку.
Большое число жертв и жёсткая критика со стороны оппозиции побудили руководство страны создать метеорологические станции раннего предупреждения на побережье Андхра-Прадеша; также были построены убежища от циклонов и приняты другие меры по борьбе с природными стихиями. Следующий мощный циклон обрушившийся на штат Андхра-Прадеш тринадцать лет спустя, показал, что действия правительства Индии были довольно эффективными, число жертв циклона 1990 года было уже на порядки меньшим.
Недалеко от города Аванигадда, где приливная волна достигла своего пика, был построен мемориал в память о людях, погибших во время циклона 1977 года.